# 棣德利

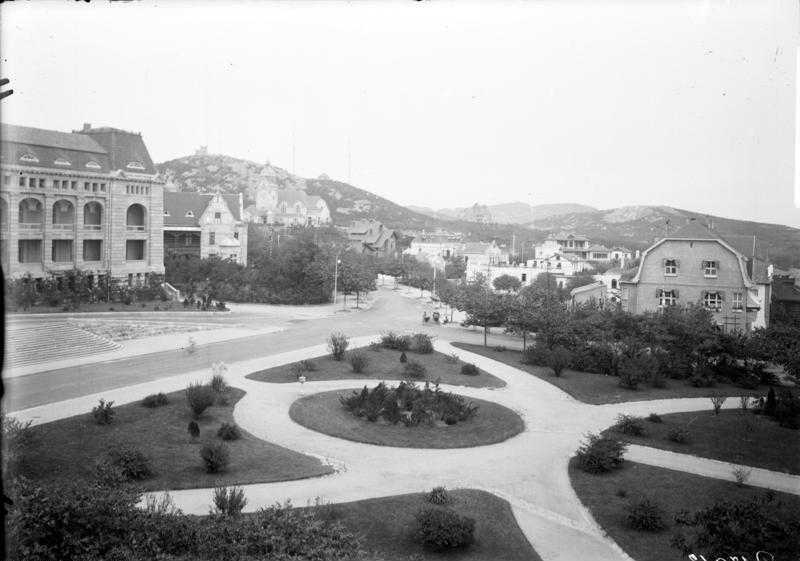
1913年青岛殖民政府大楼前的小道，以他的名字命名

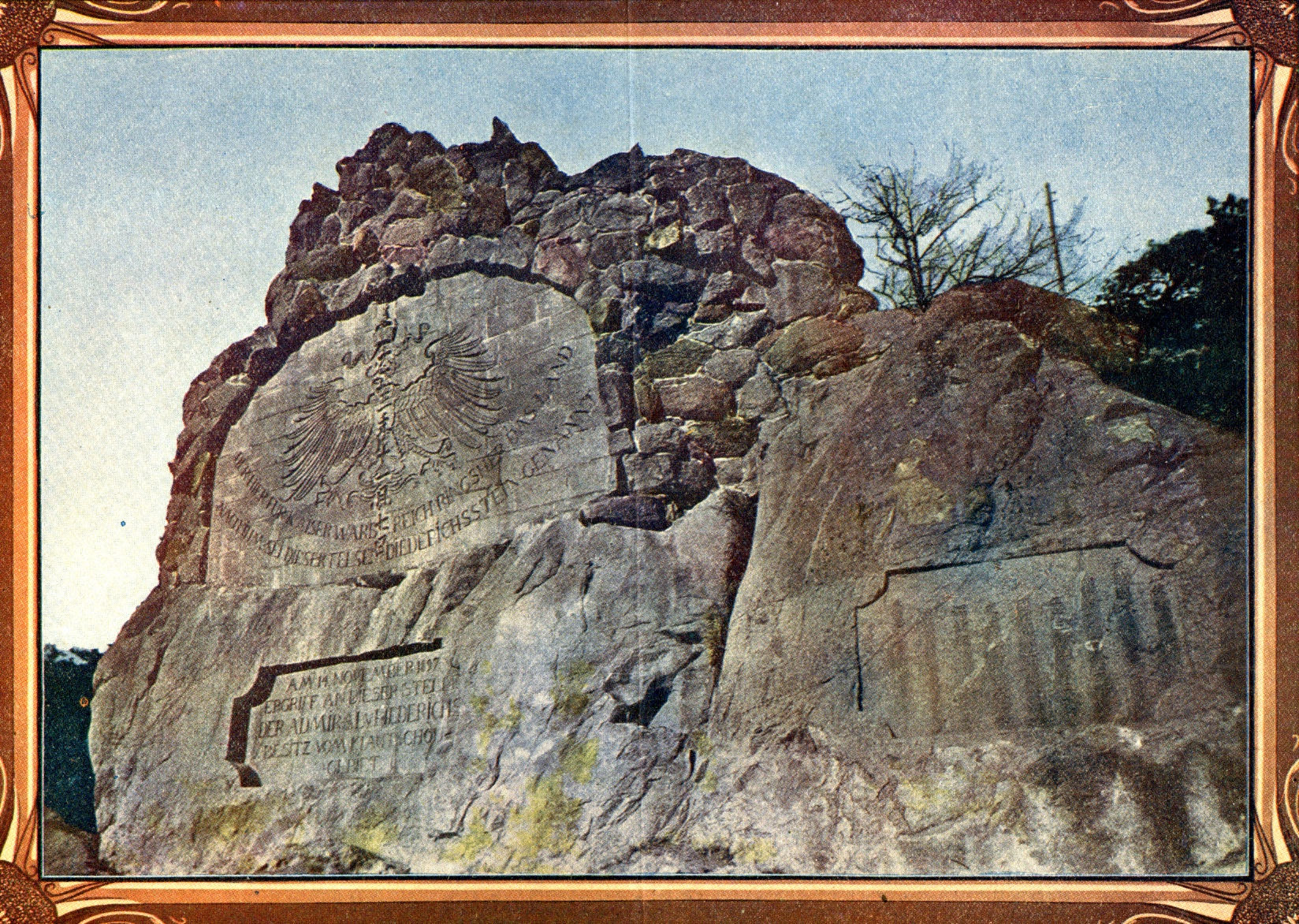
青岛的棣德利石

奧托·馮·迪德里克斯（德語：Ernst Otto von Diederichs，1843年9月7日—1918年3月8日）是一位德国海军军官，曾经担任驻青岛德军司令。漢名叫棣德利。

## 生平
1843年出生于普鲁士王国明登，1862年1月1日加入普鲁士军队。 1865年9月6日，他进入普鲁士海军。1867年晋升为海军少尉，1869年晋升为海军中尉。1870年至1871年参加普法战争。1892年晋升为海军少将。1896年担任海军最高司令部的参谋长，1897年11月14日率领德国海军士兵占领青岛后，担任驻青岛德军司令。1900年至1902年担任海军参谋本部总参谋长。1902年1月晋升为海军上将。1898年11月14日为普鲁士海因里希亲王为棣德利石揭幕。

## 资源
- Gottschall, Terrel D.  By Order of the Kaiser. Otto von Diederichs and the Rise of the Imperial German Navy, 1865-1902. Annapolis: Naval Institute Press. 2003. ISBN 1-55750-309-5
- Schultz-Naumann, Joachim. Unter Kaisers Flagge, Deutschlands Schutzgebiete im Pazifik und in China einst und heute [Under the Kaiser’s Flag, Germany’s Protectorates in the Pacific and in China then and today]. Munich: Universitas Verlag. 1985. ISBN 3-8004-1094-X